# 李相秀
李相秀（韓語：이상수，1990年8月13日—），又譯李尚洙、李尚秀，韓國男子乒乓球運動員。

## 生涯
李相秀曾于2010年的斯洛文尼亞公開賽，以及2011年的波蘭公開賽中奪得男單冠軍。2013年世界乒乓球錦標賽，他和朴英淑合作，奪得混合雙打亞軍。
2015年蘇州世乒賽，他在男單六十四強賽事中，以黑馬之姿爆冷淘汰世界第5的德國名將奧洽洛夫，卻在十六強敗於香港的唐鵬。男雙方面則徐賢德拍檔奪得銅牌。
2017年杜爾塞杜夫世乒賽，李尚洙再創奇蹟，先是在三十二強淘汰大滿貫得主張繼科，繼而擊敗世界第十一位的白俄羅斯老將薩姆索諾夫，並在八強戰勝世界第七的香港選手黃鎮廷，闖入四強，爆出賽事最大冷門。雖然在半決賽遭樊振東4-0橫掃出局，但仍獲得男單銅牌。是韓國十年來首面三大賽單打奬牌。

## 外部連結
- 李相秀在国际奥林匹克委员会的资料